# ルイーザ・スタール
ルイーザ・スタール（Louisa Starr、のちのルイーザ・カンツィアーニ（Louisa Canziani）、1845年 - 1909年5月25日）は、イギリス出身の画家。

## 経歴
ロンドンで生まれ、大英博物館で写字生をしていたころにはラッセル・スクウェアに住んでいた。王立芸術院で勉強しながら、1866年に初めてとなる作品を出品し、1876年には17点の作品を披露した。1867年には王立芸術院の歴史画部門で金メダルを獲得した。女性が金メダルを獲得するのは王立芸術院史上初の快挙であり、次に女性が金メダルを獲得するのは1871年のジェシー・マクレガーとなるのだが、それ以降長らく女性が金メダルを獲得することはなく1909年まで待たなければならなかった。
イタリア出身の土木技師であるエンリコ・カンツィアーニ（1848年 - 1931年）と結婚した彼女はそれ以降の作品には結婚後の姓を署名するようになる。娘のエステラ・カンツィアーニも画家であった。
1893年、イリノイ州シカゴで開催されたシカゴ万国博覧会でのシカゴ科学産業博物館において作品を発表した。
1905年に出版された書籍『Women Painters of the World』には彼女の代表作である『シントラムとその母親（Sintram and his mother）』が掲載されている。
1909年5月25日にロンドンで没したスタールはハイゲイト墓地の西側にあるスタール家の墓（No.19975）に埋葬されている。スタール家の墓の近くにはミレーの『オフィーリア』のモデルとなったエリザベス・シダルの墓がある。

## ギャラリー

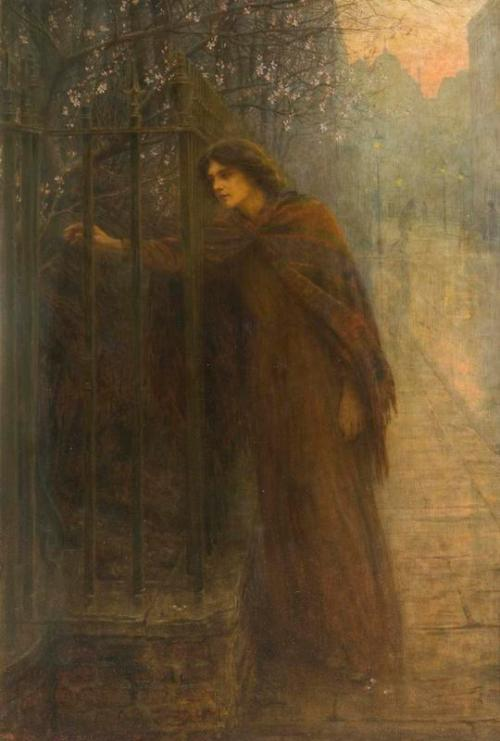
『寒い春 - 外国人の女性』（1906年） アバディーン美術館所蔵
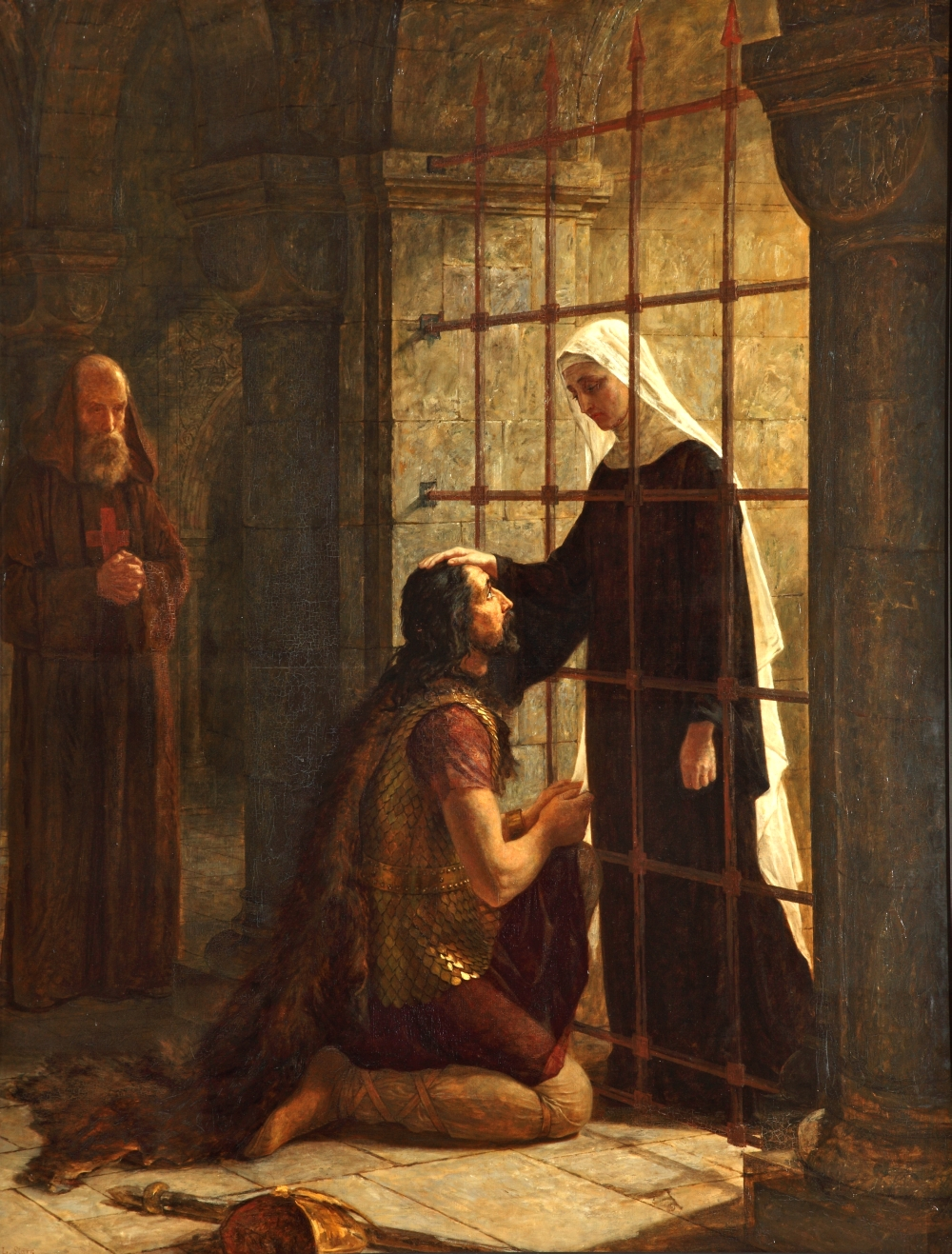
『シントラムとその母親』/ フリードリヒ・フーケの著作より
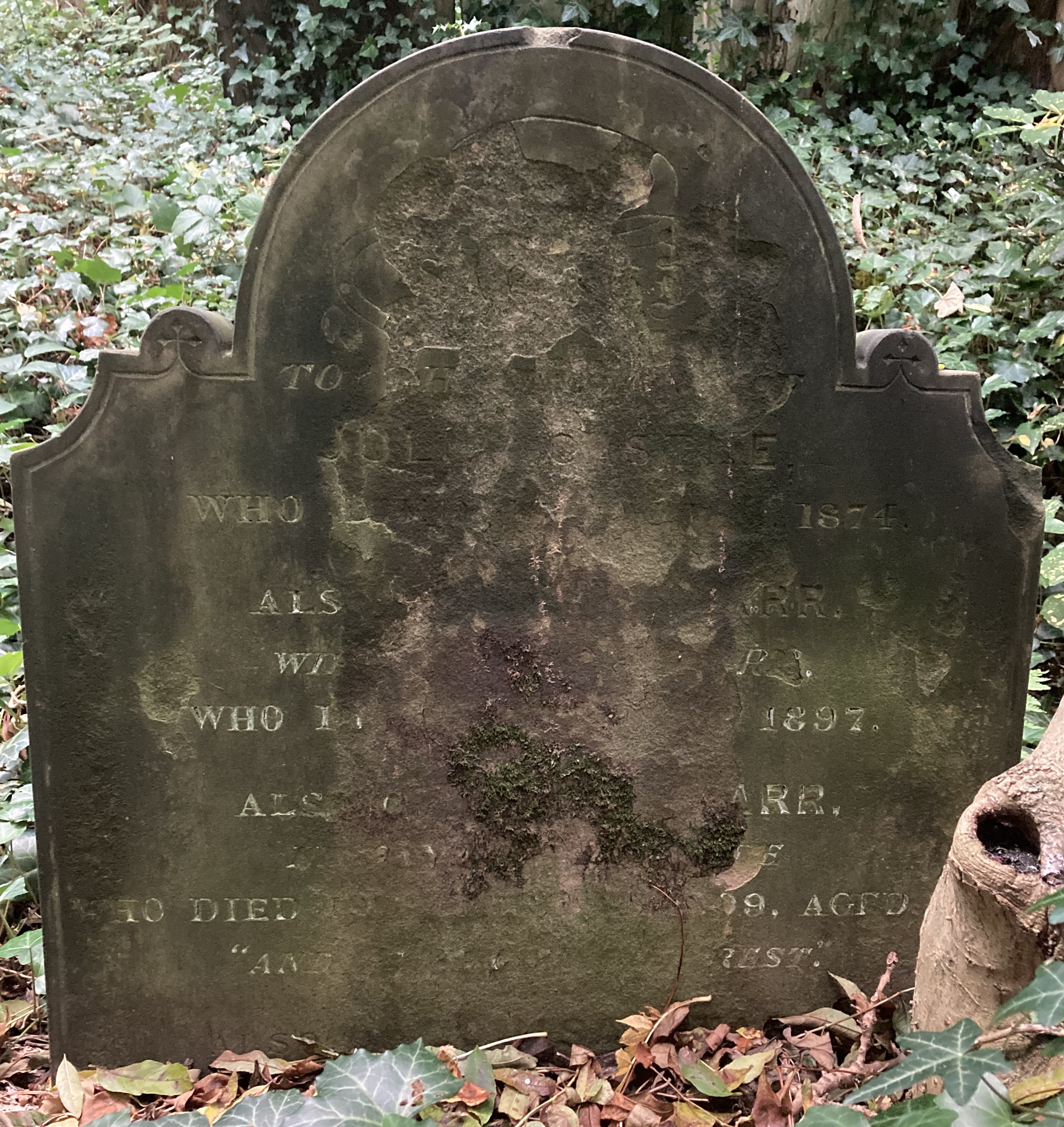
ハイゲイト墓地にあるルイーザ・スタールの墓